# Cosa vuoi da me
Cosa vuoi da me è un brano musicale di Samuele Bersani del 1995, pubblicato come secondo singolo estratto dall'album Freak.
Si tratta di una cover in italiano di Glastonbury Song del gruppo musicale britannico The Waterboys. La versione originale inglese trattava gli aspetti religiosi e mistici associati all'Inghilterra rurale, quella di Bersani è una semplice canzone d'amore.